# 2 Eivissa
2 Eivissa fue un grupo alemán de Eurodance. Fueron mejor conocidos por su canción de 1997, "Oh La La La". Aterrizaron en las  listas en varios países incluyendo España, Estados Unidos, Italia, Reino Unido y Alemania.[cita requerida] Alcanzaron el número 13 en la lista de los sencillos del Reino Unido en noviembre de 1997. 2 Eivissa fue producido por Team 33, una compañía de  producción musical de Hamburgo, Alemania. Muchas pistas fueron escritas y producidas por Ambrogio Crotti, Luigi Ricco y David Lacera.
El grupo estaba originalmente conformado por las cantantes Terri Bjerre y Melannie Molinnus en el primer álbum. Bjerre prosiguió una carrera de solista como Terri B, y fue reemplazada por Jobel (Lian Ross) como vocalista desde la mitad de 1999. Sin embargo, las actuaciones en vivo fueron realizadas por Jane y Francine (aka 2 Blond Bandits) hasta 2000. El proyecto fue detenido en 2005.
El proyecto 2 Eivissa fue resucitado en 2007 en la canción "Hot Summer Night (Oh La La La)" por David Tavaré, usando un sample vocal de "Oh La La La".

## Discografía

### Álbumes de estudio
| Oh La La La                             | - Fecha de lanzamiento: 8 de febrero de 1999 - Sello discrográfico: Control Records - Formatos: CD |
| Are You Ready?                          | - Fecha de lanzamiento: 28 de julio de 2003 - Sello discrográfico: Blanco Y Negro - Formatos: CD   |
| "—" denotes releases that did not chart | |

### Singles
| 1997                                             | "Oh La La La"                   | 43 | 19 | 1 | 30 | 1  | 13 | 10 | Oh La La La    |
| 1998                                             | "Open Your Eyes"                | —  | —  | — | —  | —  | —  | —  | Oh La La La    |
| 1998                                             | "Move Your Body"                | —  | —  | — | —  | —  | —  | —  | Oh La La La    |
| 1999                                             | "Shattered Dreams"              | —  | —  | — | —  | —  | —  | —  | Oh La La La    |
| 1999                                             | "I Wanna Be Your Toy"           | 94 | —  | — | —  | 11 | —  | —  | Are You Ready? |
| 2000                                             | "Viva La Fiesta"                | —  | —  | — | —  | —  | —  | —  | Are You Ready? |
| 2001                                             | "El Pelotón"                    | —  | —  | — | —  | —  | —  | —  | Are You Ready? |
| 2002                                             | "Meaning of My Life"            | —  | —  | — | —  | —  | —  | —  | Are You Ready? |
| 2003                                             | "Fire in the Sky" (vs. 2 Bells) | —  | —  | — | —  | —  | —  | —  | Are You Ready? |
| 2003                                             | "Boy Are You Ready"             | —  | —  | — | —  | —  | —  | —  |                |
| "—" denota lanzamientos que no entraron en lista |                                 |    |    |   |    |    |    |    |                |